# Bernat Calvó Puig i Capdevila
Bernat Calvó Puig i Capdevila (Vic, 23 de febrer del 1819 – Barcelona, 28 de març del 1880) va ser músic i compositor.

## Biografia
En la seva infància, i vistes les seves condicions naturals per a la música, va entrar com a infant de cor a la catedral de Vic, on el mestre de capella Francesc Bonamich i Colomer li ensenyà solfeig; al cap d'un temps fou admès com a alumne intern a l'escolania de la seu. Amb onze anys començà a rebre ensenyaments d'orgue i piano de l'organista titular de la catedral, Josep Gallés (1758-1836), estudis que compaginava amb els de direcció amb el mestre Bonamich. El delicat estat de salut de Josep Gallés feu que Puig comencés a substituir-lo progressivament fins al traspàs del vell músic, que permeté a Puig d'ocupar la plaça d'aquest amb només setze anys, i s'hi va estrenar interpretant una composició pròpia. Dos anys més tard, el 1838, es traslladà a Barcelona, on pogué ampliar la seva formació estudiant composició amb Josep Rosés, mestre de capella de Santa Maria del Pi, i amb l'organista d'aquest mateix temple, Joan Quintana, a qui succeí en la plaça en el 1842, i fins al 1844. També va ser organista de Santa Maria del Mar. Succeí Francesc Andreví com a mestre de capella i director de l'Escolania de l'església de la Mercè i també va fer de mestre de capella de l'església de Sant Miquel Arcàngel.
Des del 1848 va ser mestre i director de música de la Societat Filharmònica de Barcelona, amb què interpretà diverses obres.
El panorama musical del moment estava dominat per l’òpera, i la seva voluntat de reformar la música religiosa fa que la seva producció musical sigui inclosa dintre de la tendència del cecilianisme. Com pertocava a les obligacions d'un mestre de capella, compongué moltes peces de música sacra, entre les que trobem 67 misses, dos oratoris i moltes altres obres. En el camp de la música profana va ser autor d'òpera i sarsueles, música simfònica, de cambra i per a teclat. La seva producció és molt extensa, superant les siscentes obres. Aquestes es troben distribuides entre nombroses catedrals espanyoles, biblioteques i arxius. L'Arxiu Provincial dels Caputxins de Catalunya rebé el "Fons Bernat Calvó Puig". Moltes de les seves obres van ser editades per Juan Bautista Pujol i finalment recollides al catàleg de la Unió Musical Espanyola (UME). Bernat C. Puig té un lloc a la història de l’oratori per haver compos La última noche de Babilonia (1848) i Descenso de la Santísima Virgen a Barcelona para la fundación de la Orden de la Merced y Misericordia. A més, va escriure òpera i música simfònica de piano i de cambra. També és autor d’un mètode de solfeig.
Les seves activitats eren prou variades. Va treballar com a crític musical del diari El Àncora (on a vegades signà com Píndaro"), però també va ser director de la secció musical de la Societat La Filarmònica. També tingué un negoci de venda i lloguer de pianos. Des de la Societat va donar a conèixer autors com Händel, Mendelssohn, Gounod i Gevaert. Va ser un magnífic organista i va tindre nombrosos alumnes i deixebles, entre ells Claudio Martínez Imbert, Càndid Candi, Primitiu Pardàs, Jaume Biscarri, Marià Vallès i Josep Marraco (fill)), Josep Reventós i Truch. Com a complement de les seves classes, publicà un tractat de solfeig. Va ser membre de la Reial Acadèmia de Belles Arts de San Fernando.
Mor a Barcelona el 28 de març de 1880 al carrer Ronda de Sant Pere, 159-4at.pis. Es va casar amb Susanna Buscó, nascuda a l'Alsàcia.

## Obres

### Misses
- Célebre misa pastoril, 3V, Co, ac
- Misa, 2V (PM)
- Misa de Gloria, 3V, ac
- Misa de réquiem, 1852
- Missa, 4V, org.

### Oratoris
- La última noche de Babilonia, 1848
- Descenso de la Santísima Virgen a Barcelona para la fundación de la Orden de la Merced y Misericordia
- Descendimiento de la Virgen de las Mercedes, oratori

### Antífones
- Ave María, op. 471, V, ac
- Ave María, op. 582, V, Co, ac
- Benedictus, op. 328, V, ac
- Benedictus, op. 496, 2V, ac
- Salve, op. 169, 3V, Co
- Salve, op. 200, 3V, Co

### Càntics
- Cántico al Sagrado Corazón de Jesús, op. 608, VV, ac
- Cántico a la Virgen, op. 450, V, Co, ac
- Cántico a la Virgen, op. 451, V, Co, ac
- Cántico a la Virgen, op. 497, 2V, Co, ac
- Canto a la Virgen, op. 333, V, Co, ac
- Canto a la Virgen, 2V
- Canto para la Comunión, op. 309, VV, ac

### Goigs
- Gozos al Inmaculado Corazón de María, VV, ac
- Ya que atesoráis favores, 2V

### Himnes
- Himno a la Virgen, op. 219, 2V, Co, ac
- Himno a la Virgen, op. 229, Co, ac
- Himno a la Virgen, op. 239, 3V, Co, ac
- Himno a la Virgen, op. 255, 2V, Co
- Himno a la Virgen, op. 288, V, Co, ac
- Himno a la Virgen, op. 507, 2V, Co, ac
- Himno a la Virgen, op. 516, V, Co, ac
- Himno para la Comunión, op. 311, VV, Co, ac

### Lletanies
- A vos, Estel del dia, Let, 2V, ac
- Letanía, op. 88, VV, Co, ac

### Letrillas
- Letrilla a la Virgen, op. 267, sol, Co, ac
- Letrilla a la Virgen, op. 270, sol, Co, ac
- Letrilla a la Virgen, op. 292, VV, ac
- Letrilla a la Virgen, op. 464, sol, Co, ac
- Letrilla a la Virgen, op. 509, sol, Co, ac
- Letrilla a la Virgen, op. 515, sol, Co, ac
- Letrilla al Sagrado Corazón de Jesús, op. 612, VV, Co, ac

### Motets
- Motete a la Virgen, op. 100, 2V
- O sacrum convivium, 3V

### Rosaris
- Rosario, op. 182, 3V
- Rosario, op. 269, 2V, Co
- Rosario, op. 403, 2V
- Rosario breve, op. 389, 3V

### Trisagis
- Tercer trisagio, 2V, ac
- Trisagio, nº1, 2V, ac
- Trisagio a la Virgen, op. 150, 3V, ac

### Villancets
- Cantemos, bailemos, 2V, p u org
- Festivos y alegres cánticos, 2V, p u org
- Mirad los zagales, 2V, p u org
- Villancico bolero para la Navidad de N. S. J., VV, p u org

### Altres obres
- Coplas para la Comunión, op. 293, sol, Co, ac
- Dúo para la Elevación, op. 310, 2V, ac
- Flores appamerunt, 2V; Gloria, 4V, Orq
- Salutación a la Virgen, op. 192, V, Co
- Secuencia, 4V, fl, fg, tp, tbn, ac (1853).

### Música escènica
- Carlos el Temerario, Òpera
- Buen viaje, señor don Simón (1853), sarsuela, coescrita amb Nicolau Manent i Mariano Soriano, amb llibret de Ramon Barrera Sánchez; continuació de la sarsuela "Buenas noches, señor don Simón"[1]
- Buenas noches, señor don Simón (1853), coescrita amb Nicolau Manent i Mariano Soriano
- Don Gurmesindo, comèdia lírica
- Don Francisco de Quevedo, comèdia lírica
- Il solitario, Òpera
- El astrónomo, Òpera còmica
- Un novio en dos personas, Sarsuela

### Veu i piano
- L’absenza; Tu amor

### Orgue
- Pastorella

### Obres publicades per l'editorial deJoan Baptista Pujol i Riu
Aparegueren a la col·lecció Música religiosa: obras para canto con acompañamiento de armonio ú órgano de Bernardo Calvó Puig publicades per l'editorial barcelonina "Juan Bautista Pujol y Cía".
- Ave María, op. 471, per a veu i piano
- Benedictus, op. 328, per a veu i piano[1]
- Benedictus a dos voces, op. 496, per a veu i piano
- Cántico a la Virgen a dúo y coro a dos voces, op. 497
- Cántico a la Virgen a solo y coro a dos o tres voces, op. 450
- Cántico a la Virgen a solo y coro a dos o tres voces, op. 451
- Cántico al Sagrado Corazón de Jesús a solo y coro a dos voces, op. 608
- Cántico al Sagrado Corazón de Jesús a solo y coro al unísono, op. 607
- Canto a la Virgen a solo y coro a dos voces, op. 333
- Canto para la Comunión a dos o tres voces, op. 309
- Coplas para la Comunión a solo y coro a dos voces, op. 293
- Duo para la Elevación, op. 310, per a cor amb acompanyament d'harmònium
- Gozos al Inmaculado Corazón de María a dos voces
- Himno a la Virgen a duo y coro a dos o tres voces, op. 507
- Himno a la Virgen a duo y coro a dos voces, op. 255
- Himno a la Virgen a solo y coro a dos o tres voces, op. 288
- Himno a la Virgen a solo y coro a dos voces, op. 516
- Himno a la Virgen coro a dos o tres voces y duo, op. 229
- Himno a la Virgen: coro de serafines a solo, duo y coro a dos o tres voces, op. 219
- Himno a la Virgen duo y coro a dos o tres voces, op. 239
- Himno para la Comunión a solo, duo y coro a dos voces, op. 311
- Letanía a duo y coro, op. 88
- Letrilla a la Virgen a dos voces, op. 292
- Letrilla a la Virgen a solo y coro a dos o tres voces, op. 270
- Letrilla a la Virgen a solo y coro a dos voces, op. 464
- Letrilla a la Virgen a solo y coro a dos voces, op. 515
- Letrilla a la Virgen a solo y coro a tres voces, op. 509
- Letrilla a la Virgen coro a dos voces y solo, op. 267
- Letrilla al Sagrado Corazón de Jesús, a solo y duo, op. 609[1]
- Letrilla al Sagrado Corazón de Jesús coro a dos voces duo y solo, op. 612
- Motete a la Virgen asolo de bajo, duo y coro a dos o tres voces, op. 100
- Primer trisagio a dos voces, per a veu i piano
- Rosario a dos voces, op. 403
- Rosario a dos voces y coro al unísono, op. 269
- Rosario a tres voces, op. 186
- Rosario breve a tres voces, op. 389
- Salutación a la Virgen a dos voces, op. 527
- Salutación a la Virgen a solo y coro a dos o tres voces, op. 192
- Salve a tres voces y coro, op. 169
- Salve a tres voces y coro, op. 200
- Tercer trisagio a dos voces, per a veu i piano
- Trisagio a la Virgen a tres voces, op. 150

## Obres de Bernat Calvó Puig
- Curso completo de solfeo ó elementos teórico-prácticos para aprender á leer la música Vic: La Ausetana, 1860 (10a. ed.: Barcelona: Andrés Vidal, 1885)[1]
- Método de solfeo, o sea, Elementos generales para aprender a leer la música: obra útil a los profesores... Barcelona: Juan Budó, s.a.[1]